# Prillieuxina garciniae
Prillieuxina garciniae är en svampart som beskrevs av Hosag. 2004. Prillieuxina garciniae ingår i släktet Prillieuxina och familjen Asterinaceae.   Inga underarter finns listade i Catalogue of Life.